# Bjarne Brustad

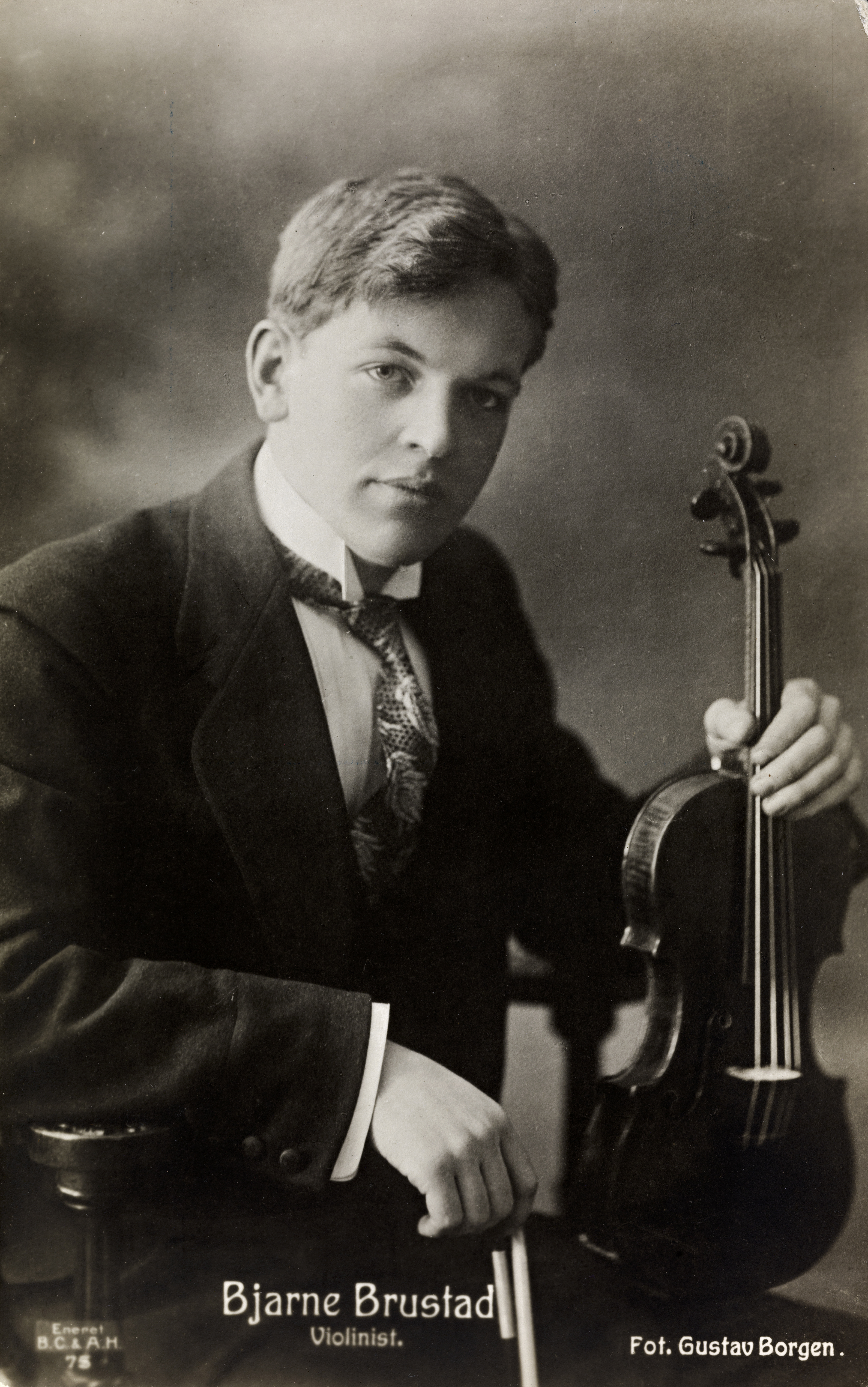
Bjarne Brustad.

Bjarne Brustad, född den 4 mars 1895 i Kristiania, död där den 20 maj 1978, var en norsk komponist och violinist. 
Brustad var 1918-1919 kapellmästare för Stavangers symfoniorkester och violinist vid Nasjonalteatret och Centralteatret i Oslo innan han 1928 blev konsertmästare vid Oslo filharmoniska orkester.
Han reste runt i Europa som violinist och komponist under 1920-talet. Han komponerade 9 symfonier, orkesterverk, kammarmusik och violinkonserter. Han undervisade också bland andra Egil Hovland, Knut Nystedt och Bjarne Sløgedal.